# NASAMS
NASAMS — норвезький зенітний ракетний комплекс середньої дальності. Розробка норвезької компанії Norwegian Kongsberg і американської Raytheon.
Комплекс створювався для заміни ЗРК MIM-23 Hawk, що стояв на озброєнні збройних сил Норвегії.
NASAMS став першою наземною системою, де були використані ракети AIM-120 AMRAAM та перша на Заході ракетна система з локаторним наведенням. Літери SL в абревіатурі SL-AMRAAM означають англ. Surface-Launched — запускані з землі.

## Історія створення і виробництва

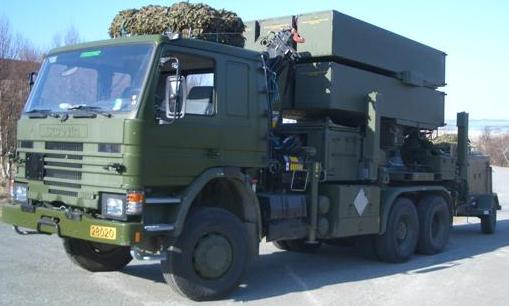
Пускова установка NASAMS на шасі вантажівки Scania 113H.

Проєктування комплексу розпочалося 1989 року. Розробку проєкту було закінчено до 1993 року. Тоді ж розпочали полігонні випробування нового ЗРК СД. 1994 року NASAMS став на озброєння норвезьких військово-повітряних сил. З метою зниження собівартості, при створенні NASAMS відбулася глибока модернізація наявних на озброєнні комплексів і систем. Відбулась уніфікація зенітних ракет — були використані ракети AMRAAM, що належать до класу «повітря — повітря» (AIM-120A), розроблені американською компанією Hughes Aircraft. Згодом до виробництва ракет приєдналася Raytheon. 1997 року Hughes Aircraft увійшла до складу Raytheon.
Виявлення повітряних об'єктів супротивника здійснює модернізована радіолокаційна трикоординатна станція AN/TPQ-36A, керування вогнем комплексу — модернізована СКВ NOAH. Дане обладнання РЛС і СКВ використовувалися на ЗРК СД Hawk, що серійно випускався з 1959 року.
NASAMS, розроблений як заміна ЗРК Improved Hawk, призначався для протидії маневреним аеродинамічним цілям на середніх висотах. Випробування показали високу ефективність нового комплексу і можливість протидії крилатим ракетам. NASAMS стає системою протиповітряної оборони середнього радіуса. Бойові спроможності норвезької системи перевершили можливості попередника «Improved Hawk». Збільшили здатність супроводу і ураження цілей, знижений час реакції системи та час підготовки системи до застосування, завдяки впровадженню нових технологій, компактності і мобільності зменшена кількість особового складу бойового розрахунку. Завдяки високій уніфікації, з'явилася можливість сполучення з іншим обладнанням та системами.
Основна одиниця — взвод. Один взвод NASAMS — 3 пускові установки (ПУ), які несуть 18 ракет AMRAAM, одна радіолокаційна трикоординатна станція AN/TPQ-64, один пункт керування вогнем (ПКВ). Бойова (тактична) одиниця — батарея. Одна батарея — 3 взводи — 9 ПУ, 54 ракети, три РЛС, які мають технічну можливість об'єднання в єдину інфомережу, де одна РЛС може працювати як всі три РЛС, і три ПКВ. На одному з ПКВ розміщується командному пункті батареї. Він отримує цілевказівку від вищого штабу та передає на інші ПКВ. Час залпу батареї всім боєкомплектом — не більше 12 секунд.

## Склад системи

### Ракети AMRAAM

Схема ракет AIM-120A

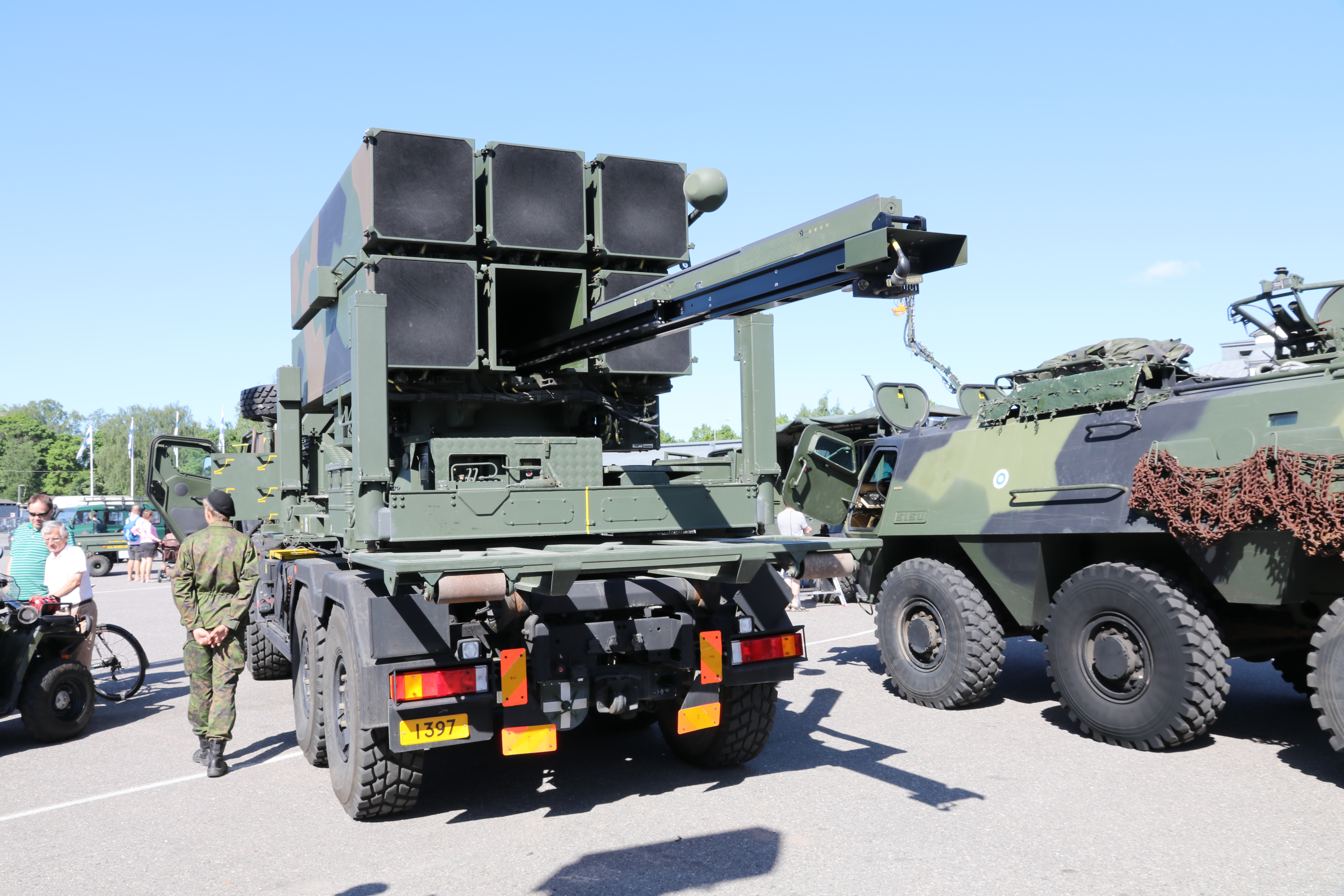
Відкритий пусковий контейнер NASAMS

Зенітна керована ракета AMRAAM має нормальну аеродинамічну схему з хрестоподібними рулями і крилом. ЗКР AIM-120A має комбіновану систему наведення. На початковій ділянці польоту — командно-інерційне управління, на кінцевій ділянці польоту — активне радіолокаційне самонаведення.
При маневрі цілі з пункту керування вогнем на ракету подаються команди з корекції польоту по змінних координатах цілі. При відсутності маневрів біля цілі, ЗКР йде в автономному режимі, використовуючи інерційний блок. Антена приймання команд з ПКВ на ЗКР виконана в сопловому блоці. З антени сигнал передається у приймач зв'язку командної лінії. РЛС самонаведення захоплює ціль на відстані до 20 кілометрів. Після захоплення, ракета переходить на режим активного самонаведення. На той час на борт ракети встановлювали потужну обчислювальну машину (тактова частота 30МГц). Бойова частина — осколково-фугасної спрямованої дії. Підривник або контактний, або активний радіолокаційний.

### Пускова установка

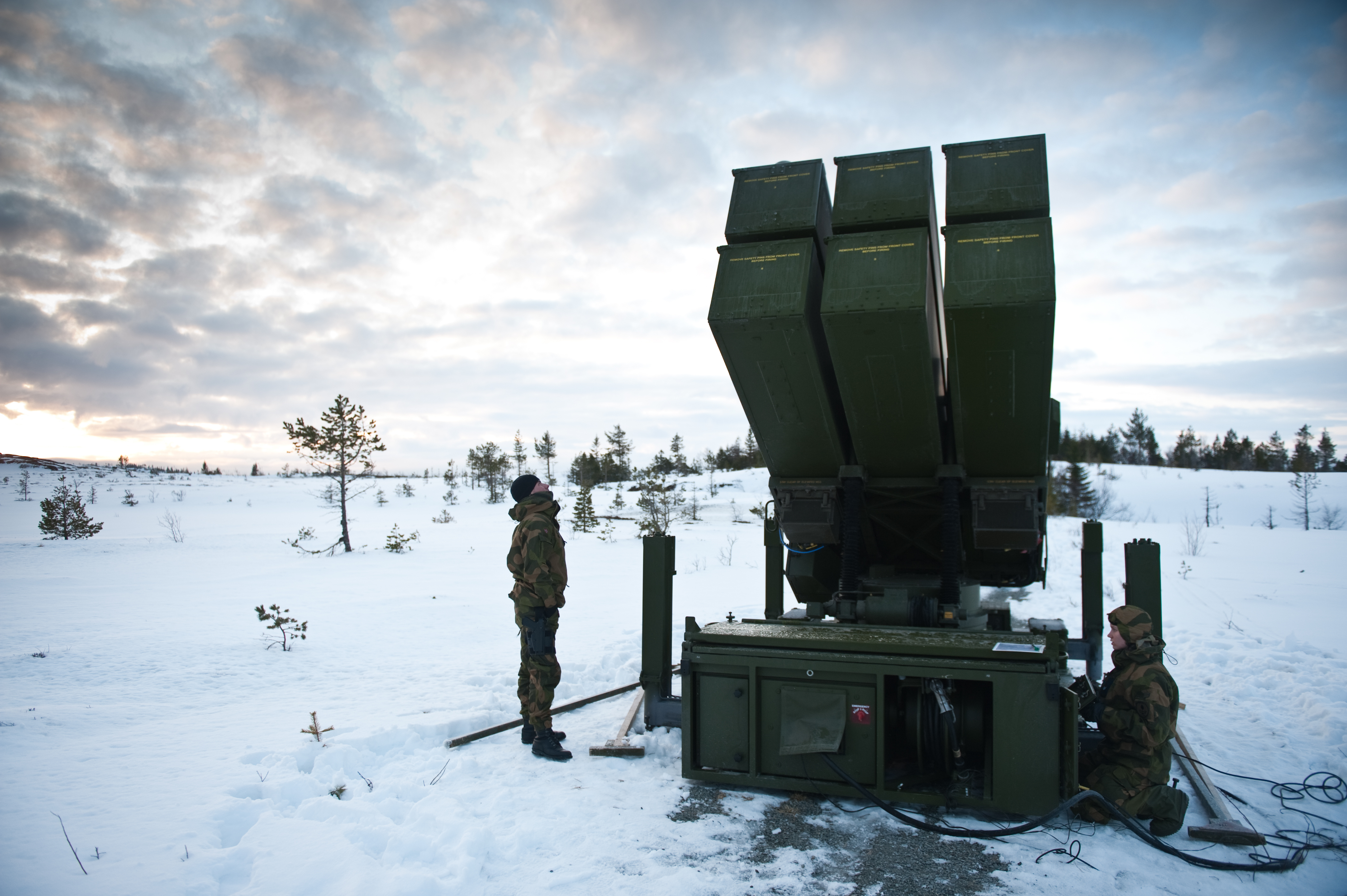
Пускова установка NASAMS.

ПУ виконане на шасі автомашини з підвищеною прохідністю Scania P113. Весь час ракети знаходяться у ТПК. Вони розміщені в пакеті з 6 ТПК. Для завантаження ракет в ТПК до складу комплексу входить спецмашина заряджання. Для здійснення залпу ТПК піднімаються на фіксований вертикальний кут у 30 градусів. При русі вертикальний кут ТПК дорівнює 0.

### РЛС AN/TPQ-64
AN/MPQ-64 Sentinel є багатофункціональною РЛС. Створена на базі РЛС AN/TPQ-36A. Можливості — пошук, виявлення і впізнання до 60 повітряних об'єктів і наведення на визначені цілі до 3 ЗКР. РЛС імпульсно-доплерівська з фазованими антенними решітками і вбудованим блоком Mk.XII визначення приналежності. Робота РЛС — кругове обертання антени з електронним скануванням. Управління роботою здійснює потужний обчислювальний блок пункту керування вогнем. РЛС створює голкову діаграму спрямованості з мінімальним рівнем бічних пелюсток, може стискати імпульси, проводити селекцію цілей і вибирати необхідний сигнал і його потужність.
Багатоцільовий пульт складається з двох продубльованих робочих місць. Кожне місце забезпечене 3 моніторами, два з яких показують повітряно-бойову обстановку, а третій показує стан готовності всього комплексу.

## Живучість NASAMS
Для забезпечення живучості всього комплексу, пускові можуть розосереджуватися від ПКВ або РЛС на віддалі до 25 кілометрів. Зв'язок між елементами комплексу може підтримуватися як по дротовій, так і по бездротовій лінії зв'язку. Для забезпечення зв'язку використовуються комутаційні системи від компанії Thales Communication, побудовані на комутаторі TAS 300.

## Модифікації
На 2000 рік вартість одного взводу NASAMS була оцінена у $14 мільйонів. ЗРК СД використовується для ППО авіаційних баз Норвегії.
NASAMS IIМодифікація (модернізація) базового варіанту ЗРК СД. Прийнятий на озброєння у 2007 році. Склад 1 батареї — 12 ПУ з 72 ракетами, 8 РЛС, 1 ПКВ і 1 машини тактичного управління. Пускові встановлені на нових шасі Bv 206. Комплекс отримує покращене програмне забезпечення, сумісне з використовуваними системами зв'язку.
NASAMS 3Оновлені командний пункт і пускова установка, що дозволяє запуск ракет AIM-9X. Також система може використовувати стандартні AIM-120 AMRAAM та AMRAAM-ER.
HUMRAAMАмериканський аналог для ЗС Сполучених Штатів. Проєкт 559. Для поліпшення бойової ефективності та підвищення мобільності ТПК з ракетами встановили на полегшені шасі з підвищеною прохідністю. Перші випробування пройшли у 1997 році.
SLAMRAAMАмериканський варіант для потреб морської піхоти. Розробка Raytheon. Початок розробки у 1990 роках — програма CLAWS. 2001 року МП укладає контракт на повноцінну розробку комплексу. У 2000 роках ЗРК СД SLAMRAAM розробляли, допрацьовували, закривали тощо. МП скасував замовлення, проте розробка продовжилася для МО США. Комплекс отримує оновлену ракету AIM-120C7. Проєкт закривають у 2011 році, з можливістю дофінансування розробки у 2012—2013 роках. Комплекси будуть взяті на озброєння для екстрених заходів у певній кількості. Очікувалося, що перші надходження пройдуть 2012 року. ПУ виконані на шасі машин HMMWV, використовується РЛС Sentinel.
SLAMRAAM EXОстання розробка комплексу компанією Raytheon. З особливостей — підвищена дальність ураження і використання двох видів ракет для малої дальності і середньої дальності відповідно.
Самохідна версіяУ червні 2023 року Kongsberg представила самохідну версію на локалізованому шасі німецької гусеничної машини ACSV G5. Розробка проводилась із 2019 року та мала високий пріоритет, оскільки Норвегія не має машин такого класу. Комплекс оснащений радаром сімейства XENTA-M і використовує ракети IRIS-T.

## Тактико-технічні характеристики
- Дальність: від 2.5 до 40 км
- Висота цілі: від 30 м до 16 км
- Час реагування: 10 с
- Час розгортання/згортання: 15/3 хв
- Швидкість цілі: до 1000 м/с (3600 км/год)
- Зенітні керовані ракети:
  - Вага ЗКР: 150.7 кг
  - Вага бойової частини: 22 кг
  - Довжина ЗКР: 3.6 м
  - Діаметр: 17.8 см
  - Швидкість ЗКР: до 1020 м/с (3670 км/год)
  - Перевантаження: до 40 g
- Час напрацювання: 300 годин

## Оператори
Декілька систем NASAMS використовували для охорони повітряного простору навколо Білого дому та для охорони повітряного простору над містом Вашингтон під час інаугурації Президента США в 2005 році
- Австралія — Березень 2019, міністр оборони Крістофер Пайн і міністр оборонної промисловості Лінда Рейнольдс сказали, що буде запущене місцеве збирання NASAMS-3, вартість проєкту $2.5 мільярди австралійських доларів.[6]
- Чилі — Замовлено в 2011.[7]
- Фінляндія — Обрала NASAMS-2 у 2009.[8][9]
- Індонезія — Станом на 2020 дві батареї NASAMS-2 були доправлені і стали на службу.[10]
- Литва — Найновіша версія батареї – NASAMS-3 – була доправлена в червні 2020, і ще одна в жовтні.[11][12]
- Нідерланди — Дві батареї в 2006, кожна складається з 1 центру керування вогнем, 1 радара і 3 пускових.[13][14][15][16]
- Норвегія — NASAMS-2 і NASAMS-3[9]
- Іспанія — Чотири пускові були придбані в 2003.[9][17]
- Україна — 2 батареї отримано у жовтні 2022, ще 6 замовлено для України Сполученими Штатами (термін виконання до листопада 2025 року[18]) та один Канадою[18]. 2 командних пункти та 2 пускові установки планує передати Норвегія[19], додатково обговорюється ще 10 пускових та 4 центри управління вогнем[20]. 2 пускові установки NASAMS передані Литвою у 2023[21].

- Угорщина: 19 листопада 2020 року стало відомо, що Угорщина підписала угоду на закупівлю зенітних ракетних систем NASAMS виробництва консорціуму американської Raytheon і норвезької групи Kongsberg, вартістю близько $1 млрд. Нові системи постачатимуться з 2023 року і призначені для заміни застарілих радянських зенітних ракетних комплексів «Куб», які експлуатуються з 1976 року[22].

### Австралія
На початку червня 2022 року компанія Kongsberg Defense Australia повідомила, що до країни прибула перша партія пускових установок Mk 2 Canister Launcher для протиповітряної системи NASAMS.

### Литва
20 жовтня 2016 року була підписана технічна угода на придбання пускових установок комплексів NASAMS та ракет до них. Угода була підтримана міністерством національної оборони Литви та міністерством оборони Королівства Норвегії. Угодою передбачено, що постачання обладнання і ракет буде завершене до 2020 року. Очікувана вартість угоди — до €100 млн.
В червні 2020 року Збройні сили Литви отримали зенітно-ракетні комплекси NASAMS від Норвегії. Комплекси передані батальйону протиповітряної оборони.
Наприкінці жовтня 2020 року ЗРК NASAMS були офіційно прийняті на озброєння литовської армії.
Завдяки придбанню NASAMS буде модернізована і використовувана зараз в литовських ЗС системах ППО ближньої дальності RBS 70. Обидві системи будуть інтегровані в єдину систему протиповітряної оборони республіки.

### Україна
27 червня 2022 року за інформацією із джерел служба CNN повідомила, що найближчим часом США планують оголосити про закупівлю для України передового комплексу протиракетної та протиповітряної оборони середньої та великої дальності. Вже 28 червня 2022 року журналіст видання Politico Пол Маклірі повідомив, що українські військові проходять навчання на комплексі NASAMS.
3 липня 2022 року міністр оборони України Олексій Рєзніков сказав, що Україна отримає від США три ракетні комплекси NASAMS. А 15 липня 2022 року речник командування Повітряних Сил ЗСУ Юрій Ігнат повідомив, що Україна одержить дві батареї. Також він зазначив, що поки точна кількість зенітно-ракетних комплексів, які отримає Україна, не може бути оприлюднена.
31 липня 2022 року у Міністерстві оборони США повідомили, що вже почали закупівлю ЗРК NASAMS, які обіцяли передати Україні. 24 серпня 2022 року оголошено про постачання додаткових шести одиниць у межах нового пакету допомоги.
25 вересня 2022 року в інтерв'ю американському телеканалу CBS Президент України Володимир Зеленський повідомив, що вже отримано перші NASAMS. Однак вже наступного дня речник президента України Володимира Зеленського роз'яснив його слова в ефірі американському телеканалу, пояснивши, що йшлося про рішення та згоду передачу, а не про саме надходження систем до України.
Військовий оглядач Тайлер Роговей зазначає, що зенітні керовані ракети — високотехнологічний виріб з тривалим терміном виробництва. Тому важливою особливістю NASAMS у випадку російсько-української війни є наявність великої кількості готових ракет для ЗРК. Зокрема, система здатна застосовувати старіші варіанти AIM-120A/B термін експлуатації яких вже добігає кінця, і тому країни можуть відправити їх до України замість утилізації.
7 листопада міністр оборони України Олексій Резніков заявив у Twitter що перші комплекси NASAMS прибули в Україну.
У 2023 році Литва придбала для України 2 пускові установки, поставка яких очікується протягом 2023 року.
У травні 2024 року стало відомо, що Україна використовує також систему NASAMS 3 з ракетами AIM-9X.

### Можливі
19 листопада 2020 року стало відомо, що Угорщина підписала угоду на закупівлю зенітних ракетних систем NASAMS виробництва консорціуму американської Raytheon і норвезької групи Kongsberg, вартістю близько $1 млрд. Нові системи постачатимуться з 2023 року і призначені для заміни застарілих радянських зенітних ракетних комплексів «Куб», які експлуатуються з 1976 року.